# Monaco a 2024. évi téli ifjúsági olimpiai játékokon
Monaco a dél-koreai Kangvonban megrendezett 2024. évi téli ifjúsági olimpiai játékok egyik részt vevő nemzete volt. Az ország a játékokon 1 sportágban (alpesi síelésben) 1 fiú sportolóval képviseltette magát.

## Alpesisí

### Fiú
| Versenyző     | Versenyszám            | 1. futam | 1. futam | 2. futam | 2. futam | Összesen | Összesen |
| Versenyző     | Versenyszám            | Idő      | Hely.    | Idő      | Hely.    | Idő      | Hely.    |
| ------------- | ---------------------- | -------- | -------- | -------- | -------- | -------- | -------- |
| Hugo Leonelli | Műlesiklás             | 52,56    | 45.      | 57,51    | 26.      | 1:50,07  | 28.      |
| Hugo Leonelli | Óriás-műlesiklás       | 53,52    | 45.      | 49,00    | 35.      | 1:42,52  | 35.      |
| Hugo Leonelli | Szuperóriás-műlesiklás |          |          |          |          | 58,79    | 42.      |
| Hugo Leonelli | Összetett              | 57,84    | 38.      | 1:01,67  | 30.      | 1:59,51  | 29.      |